# Neolimonia roraimae
Neolimonia roraimae är en tvåvingeart som först beskrevs av Alexander 1931.  Neolimonia roraimae ingår i släktet Neolimonia och familjen småharkrankar. Inga underarter finns listade i Catalogue of Life.